# Uttar Baridhara SC
Uttar Baridhara SC is een Bengalees voetbalclub. De club is opgericht in 1995.
De club speelt anno 2020 in Bangladesh Premier League.

## Lijst met trainers
- 11 november 2019 - maart 2020 : Alfaz Ahmed
- december 2020 - heden : Sheikh Jahidur Rahman

## Erelijst
- Bangladesh Championship League : 2014-2015 (1x)